# 紀鴻儒
紀鴻儒（1894年—1938年5月），字巨卿。安徽省太和縣趙樓村人。他為抗日戰爭期間陣亡的中國軍方高級將領之一。

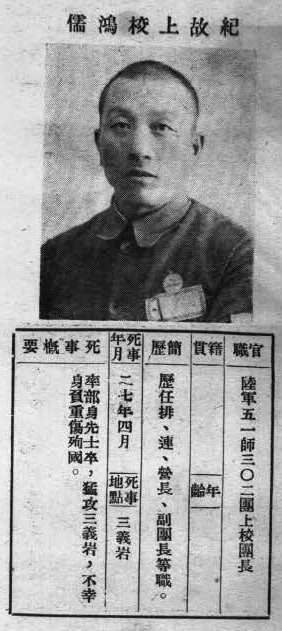
《抗戰軍人忠烈錄》（第一輯）中的紀鴻儒烈士遺像

## 生平[1]
1937年8月，参加淞沪战役，任陆军第51师151旅301团副团长。后参加南京保卫战。1938年4月，任302团团长。猛攻三義岩，不幸身負重傷殉國。
家境貧寒，食不裹腹，父親紀崇蓉僅靠祖上留下的一畝田苦心耕種來維持生計。鴻儒幼年活潑好動，喜歡玩槍耍棒。16歲時與哥一起偷偷離開家，自謀生路，母親為此哭瞎了雙眼。鴻儒兄弟二人浪跡江湖，後來來到山東滕縣，在保安隊混日子。由於鴻儒為人耿直，驍勇善斗，很快被提升為保安大隊隊長。1935年加入預備旅，屬俞濟時指揮，是年擔任74軍5l師營長。1937年8月13日，日本侵略軍從杭州灣登陸大舉侵犯上海。紀鴻儒所在的第51師，為第一批參戰部隊，8月24日晚抵達安亭車站，繼又火速抵達嘉定縣。這時紀鴻儒被提升為301團團長，他命令各營立即構築防禦工事，嚴陣以待。日軍利用軍艦炮火作掩擴，不斷增兵，發起猛烈攻擊，紀鴻儒團傷亡慘重，曾3次補充兵力。他「不忍以寸土資敵，而貽國家民族之羞」，堅守陣地，頑強阻擊，最後只剩下一個連的兵力，但始終沒有後退一步。隨著日軍陸海空集中火力發動強大攻勢，整個前沿陣地形成一道火線，漸漸淞滬作戰部隊側背受到嚴重威脅，被迫決定全線退卻。令51師掩護上海參戰部隊總撤退。紀鴻儒奉命率部向青浦、淞江方向前進，阻擊杭州灣登陸之敵，以達掩護部隊撤退之目的。在青浦激烈阻擊戰中，紀鴻儒不幸中彈，身負重傷，但他始終堅守陣地，直至完成任務後奉命撤退。1937年11月28日撤退到南京，駐守宋墅—淳化鎮—上莊之線，12月8日拂曉，日軍步兵在飛機、大炮的掩護下，向淳化鎮發起猛烈攻擊，炮火連天，血肉橫飛，淳化鎮於9日被日軍攻破，51師退守水西門。12月12日上午7時，日軍向水西門陣地猛烈進攻，遭到紀鴻儒所部的阻擊而被迫退卻。日軍攻陷雨花台後，不斷向水西門增兵，用重炮猛轟水西門陣地，戰鬥異常激烈，紀鴻儒部官兵抱著與陣地共存亡的決心，打退了日軍10多次進攻。戰至午後5時許，水西門成為一片廢墟，到處煙焰張天，死屍縱橫，狀甚慘烈，紀鴻儒奉命連夜突圍渡江。紀鴻儒渡江以後由於傷處化膿感染，返回家鄉休養。華北淪陷、滬寧失守、祖國半壁河山淪於日寇的鐵蹄之下，使他捶胸頓足，指天發誓「寧作戰死鬼，不做亡國奴，」傷未痊癒，便在家鄉召集數百人，重返武漢休整的部隊。1938年5月參加蘭封會戰，5月25日對日軍發動全面進攻，日軍用飛機、戰車、毒氣猛烈反撲，雙方傷亡慘重，最終日軍6千餘人向蘭封三義寨逃竄。5月27日紀鴻儒率部追殲，他親臨陣地，身先士卒，發誓「滅倭寇於蘭封，雪國恥於中原」，在戰鬥最激烈之時，他脫去上衣，光著臂膀，手握雙槍，親自督戰，不幸身受重傷，壯烈殉國。他的遺體由軍隊派人星夜搶運至蘭封，國民政府召開追悼大會，在蘭封城東北約4里處修墓立碑，以彰忠烈。